# 에설 배리모어
에설 배리모어(영어: Ethel Barrymore, 본명: 에셀 메이 블라이드, 본명 영어: Ethel Mae Blythe, 1879년 8월 15일 ~ 1959년 6월 18일)는 미국의 배우이다.

## 연극
- 올리버 트위스트
- 홍당무
- 인형의 집
- 웃는 남자
- 로미오와 줄리엣
- 스캔들 학교
- 햄릿
- 베니스의 상인
- 스캔들 학교

## 영화
- 나선 계단
- 농부의 딸
- 패러딘 부인의 사랑